# Seledynek
Seledynek (Chlorophanes spiza) – gatunek małego ptaka z rodziny tanagrowatych (Thraupidae). Występuje od południowego Meksyku do wschodniej Brazylii.

## Systematyka
Gatunek ten należy do rodziny tanagrowatych (Thraupidae) i jest jedynym przedstawicielem rodzaju Chlorophanes. Uważano, że istnieje drugi gatunek tego rodzaju C. purpurascens, ale dalsze badania wykazały, że jest to hybryda pomiędzy seledynkiem a nieznanym taksonem. Wyróżniono kilka podgatunków C. spiza:
- C. spiza guatemalensis – południowy Meksyk do Hondurasu.
- C. spiza argutus – wschodni Honduras do północno-zachodniej Kolumbii.
- C. spiza exsul – południowo-zachodnia Kolumbia i zachodni Ekwador.
- C. spiza subtropicalis – północna i środkowa Kolumbia, zachodnia Wenezuela.
- C. spiza spiza – Trynidad, wschodnia Kolumbia, Wenezuela (z wyjątkiem dalekiego zachodu), region Gujana i północna Brazylia.
- C. spiza caerulescens – południowo-środkowa Kolumbia przez wschodni Ekwador i wschodnie Peru do środkowej Boliwii i zachodniej Brazylii.
- C. spiza axillaris – wschodnia i południowo-wschodnia Brazylia.

## Charakterystyka
Ptak ten ma 13 do 14 cm długości i waży 14 do 23 gramów, średnio 19 gramów. Ma długi, zakrzywiony, żółty dziób. Samiec jest niebiesko-zielonkawy, z czarną głową. Samica jest jasnozielona, z bledszym gardłem i zieloną głową. Młode osobniki są podobne do samic.

## Tryb życia
Żyje głównie w koronach drzew. Samice budują małe gniazda na drzewach, w których wysiadują dwa, pokryte brązowymi kropkami, jaja przez 13 dni. Seledynek żywi się głównie owocami i nektarem, w mniejszym stopniu owadami.

## Status
W Czerwonej księdze gatunków zagrożonych IUCN seledynek klasyfikowany jest jako gatunek najmniejszej troski (LC, Least Concern) nieprzerwanie od 1988 roku. Liczebność światowej populacji, według szacunków organizacji Partners in Flight z 2008 roku, mieści się w przedziale 0,5–5,0 milionów osobników. Trend liczebności populacji uznawany jest za spadkowy.